# لوسین بویسه
لوسین بویسه (انگلیسی: Lucien Buysse; ۱۱ سپتامبر ۱۸۹۲ – ۳ ژانویهٔ ۱۹۸۰) دوچرخه‌سوار اهل بلژیک بود.